# Uvea
De uvea (van het Latijnse woord voor druif, uva) of het druifvlies maakt deel uit van het oog. Zij wordt ook wel middelste ooghuid (tunica media bulbi) genoemd en is de pigmentdragende laag onder de ondoorzichtige sclera. De hoofdfuncties van de uvea zijn accommodatie, de productie van kamervocht en de voeding van de buitenste netvlieslaag. Tevens moet de uvea de hoeveelheid licht die het oog binnenvalt regelen.
De uvea bestaat uit drie onderdelen:
- De iris of het regenboogvlies, die de diafragmafunctie op zich neemt;
- Het straallichaam of corpus ciliare, dat een rol speelt bij de productie van kamervocht en accommodatie;
- Het vaatvlies of de chorioides, die de retina van bloed voorziet.

Een ontsteking van de uvea wordt uveïtis genoemd.